# エリオット・アーウィット
エリオット・アーウィット（Elliott Erwitt、1928年7月26日 - 2023年11月29日）は、フランス生まれの写真家。マグナム・フォトのメンバー。

## 経歴
パリでロシア系の両親の元に生まれるが、10歳の時にアメリカに移住。ロサンゼルスのカレッジで写真・映画制作を学ぶ。1950年代にはアメリカ陸軍に写真家のアシスタントとして従軍。
2023年11月29日にマンハッタンの家で死去。95歳没。

## 写真集
- 幸福の素顔―エリオット・アーウィット写真集 (1990)
- 我われは犬である (1992)
- ふたりのあいだ(Between the Sexes) (1994)
- 美術館にいこうよ! (1998)
- 1/125 もうひとつのまなざし―エリオット/アーウィット作品集 (2003)